# 微分環
数学において、微分環（びぶんかん、英: differential ring）、微分体（びぶんたい、英: differential field）、微分多元環（びぶんたげんかん、英: differntial algebra）は、それぞれ有限個の微分（加法的または線型な単項演算で積の微分法則（ライプニッツ則）を満足する）を備えた環、体、多元環である。微分環の微分はしばしば ∂, δ, d, D 等の記号を用いて表される。微分体の自然な例として、複素数体上の一変数有理関数体 C(t) に微分として普通の意味での微分 D = d⁄dt をとったものを挙げることができる。
そのような代数系自身の研究およびそれら代数系の微分方程式の代数的研究に対する応用を研究する分野を微分代数学 (Differntial Algebra) と呼ぶ。微分環はジョセフ・リットが導入した。

## 微分環
環 R とその上の写像 ∂: R → R の組 (R, ∂) が微分環であるとは、二つの条件 {\displaystyle {\begin{aligned}&\partial (x+y)=\partial x+\partial y\\&\partial (xy)=(\partial x)y+x(\partial y)\end{aligned}}\quad (\forall x,y\in R)} を満たす、すなわち ∂ が R の加法群の間の準同型（加法的写像）で積に関してライプニッツ則を満足するものであるときに言う。注意すべきは、ここで環は非可換となる場合もありうるから、通常よく用いられる微分を後ろに書くある種の標準形 ∂(xy) = x⋅∂y + y⋅∂x は積の可換性が保証されない場面では適切でないことである。
作用素のレベルで見れば、環の乗法を M: R × R として {\displaystyle \partial \circ M=M\circ (\partial \times \operatorname {id} )+M\circ (\operatorname {id} \times \partial )} なる等式として積の法則を書くこともできる。ただし、f × g は写像の直積で、各対 (x, y) を対 (f(x), g(x)) へ写す。

## 微分体
微分体は、微分を備える可換体 K を言う。ここで、微分は体の構造と両立する（つまり除法と整合する）ようなものをとるべきであるが、よく知られた商の微分法則 {\displaystyle \partial \left({\frac {u}{v}}\right)={\frac {\partial (u)v-u\partial (v)}{v^{2}}}} は積の法則から導かれる。実際に {\textstyle \partial ({\tfrac {u}{v}}\times v)=\partial (u)} が成り立つべきところ、左辺に積の法則を適用して {\textstyle \partial ({\frac {u}{v}})v+{\frac {u}{v}}\partial (v)=\partial (u)} となるから、∂(u/v ) で整理すれば所期の式を得る。
微分体 K に対してその定数体 (field of constants) は k ≔ {u ∈ K  |  ∂(u) = 0} で与えられる。

## 微分多元環
体 K 上の微分多元環は、スカラー乗法と両立する微分を備えた K-多元環 A を言う。すなわち、各微分 ∂ は係数体と元ごとに可換: {\displaystyle k\in K\implies \partial (kx)=k\partial x\quad (\forall x\in A)} である。これは作用素のレベルでは、スカラー乗法を定義する環準同型 η: K → A を用いて {\textstyle \partial \circ M\circ (\eta \times \operatorname {id} )=M\circ (\eta \times \partial )} と書ける
リー環上の微分体 K 上のリー環 {\displaystyle {\mathfrak {g}}} 上の微分 ∂ とは、K-線型写像 {\textstyle \partial \colon {\mathfrak {g}}\to {\mathfrak {g}}} であって、リー括弧積に関するライプニッツ則 {\displaystyle \partial ([a,b])=[a,\partial (b)]+[\partial (a),b]} を満たすものをいうのであった。任意の {\displaystyle a\in {\mathfrak {g}}} に対し ad(a): x ↦ [a, x]（つまり ad はリー環の随伴表現）が {\displaystyle {\mathfrak {g}}} 上の微分となることはヤコビの等式による。このように得られる微分を、リー環 {\displaystyle {\mathfrak {g}}} の内部微分と呼ぶ。
リー環の内部微分を、その普遍包絡環へ延長して、普遍包絡環を微分多元環とすることができる。

## 例
- A が単位的多元環ならば、その乗法単位元を 1 として ∂(1) = 0 である（∂(1) = ∂(1 × 1) = ∂(1) + ∂(1)）。従って、例えば 標数 0 の微分体 K は、常に有理数体を K の定数体の部分体として含む。
- 任意の環は、零準同型（その任意の元を零元に写す）を自明な微分とみて、微分環である。
- 一変数有理係数有理式体 Q(t) は、∂(t) = 1 と正規化することで決まる、微分体として一意な構造を持つ（体の公理および微分の公理は、微分が t に関する通常の微分となることを保証する）。例えば、積の可換性と積の微分公式により、∂(u2) = u⋅∂(u) + ∂(u)⋅u= 2u∂(u) が成り立つ。

微分体 Q(t) は微分方程式 ∂(u) = u の解を持たないが、指数関数 et を含むより大きい微分体に拡大して、この微分方程式がそこで解を持つようにすることができる。任意の微分方程式系に対する解を有する微分体を微分的閉体という。自然な代数的もしくは幾何学的対象としては現れないが、このような微分体は存在する。（濃度を適当に上から抑えるとき）すべての微分体は、単一の大きな微分的閉体の中に埋め込める。微分体は、微分ガロア理論の研究対象である。
- 自然に生じる微分の例として、偏微分、リー微分、パンシェルル微分、多元環の元に関する交換子等がある。

## 擬微分作用素の環
微分環および微分多元環 R は、しばしばそれらの上の擬微分作用素の環 {\displaystyle R((\xi ^{-1}))={\biggl \{}\sum _{n<\infty }r_{n}\xi ^{n}:r_{n}\in R{\biggr \}}} を通じて研究される。この環の上に乗法は、{\displaystyle (r\xi ^{m})(s\xi ^{n})=\sum _{k=0}^{m}r(\partial ^{k}s){m \choose k}\xi ^{m+n-k}} で定義される。{\textstyle {m \choose k}} は二項係数である。
ここで、恒等式 {\displaystyle \xi ^{-1}r=\sum _{n=0}^{\infty }(-1)^{n}(\partial ^{n}r)\xi ^{-1-n}} には恒等式 {\textstyle {-1 \choose n}=(-1)^{n}} および {\textstyle r\xi ^{-1}=\sum _{n=0}^{\infty }\xi ^{-1-n}(\partial ^{n}r)} が用いられていることに注意。

## 関連文献
- Buium, Alexandru (1994), Differential Algebra and Diophantine Geometry, Actualités mathématiques, Hermann.
- Kaplansky, Irving (1957), An Introduction to Differential Algebra, Actualités scientifiques et industrielles, Hermann.
- Kolchin, E. R. (1973). Differential Algebra and Algebraic Groups. Pure and applied mathematics. 54. New York: Academic Press
- Marker, David (1996). “2: Model theory of differential fields”. In Marker, D.; Messmer, M; Pillay, A.. Model theory of fields. Lecture notes in Logic. 5. Berlin: Springer Verlag. pp. 38–113
- Magid, Andy R. (1994), Lectures on Differential Galois Theory, University Lecture Series, 7, American Mathematical Society, ISBN 9780821882665 (review (PDF) )